# Joan Blackman
Joan Blackman (San Francisco, 17 mei 1938) is een Amerikaans actrice. Zij is vooral bekend als tegenspeelster van Elvis Presley in de film  Blue Hawaii uit 1961.

## Loopbaan
Blackman maakte haar debuut in 1957 met een gastrol in een televisieserie. Twee jaar later maakte ze ook haar filmdebuut, toen ze tegenover Fred MacMurray en Robert Vaughn te zien was in de western Good Day for a Hanging (1959). Ook stond ze in dat jaar tegenover Dean Martin, Anthony Franciosa, Shirley MacLaine en Carolyn Jones in Career.
In 1960 kreeg Blackman haar eerste hoofdrol tegenover Jerry Lewis in de sciencefictionfilm Visit to a Small Planet. Een jaar later trad ze tegenover Elvis Presley en Angela Lansbury op in de musical Blue Hawaii. Met haar vertolking van Maile Duval in die film werd Blackman blijvend bekend. Een jaar later was ze opnieuw tegenover Presley te zien in Kid Galahad (1962).
Na enkele gastrollen in televisieseries kreeg Blackman in 1965 een rol in de primetime-soapserie Peyton Place, waarin ze tot en met 1966 speelde. 
- Biblioteca Nacional de España: XX1118208
- Bibliothèque nationale de France: cb140138732 (data)
- Gemeinsame Normdatei: 1047575620
- International Standard Name Identifier: 0000 0001 1764 795X
- Library of Congress Control Number: no2007147330
- MusicBrainz: 79712c65-5903-48e1-bb89-52e206a519c2
- Nederlandse Thesaurus van Auteursnamen: 074758462
- SNAC: w6md1tj1
- Virtual International Authority File: 56808080
- WorldCat: E39PBJx8DWmwYqjFWVJdmj74MP